# 生田川出入口
生田川出入口（いくたがわでいりぐち）は、兵庫県神戸市中央区にある阪神高速道路3号神戸線の出入口である。大阪方面からのランプウェイは右側に設置されている。

## 道路
- 阪神高速3号神戸線 (3-16番)

### 案内板
神戸空港

## 接続する道路
- 都市計画道路生田川右岸線
  - 神戸港港島トンネル（ポートアイランド・神戸空港方面）
  - 阪神高速32号新神戸トンネル国道2号出入口・山麓バイパス・市道夢野白川線（旧・西神戸有料道路）方面
- 国道2号
- 神戸市主要地方道梅香浜辺通脇浜線

### 乗継
当出入口 - 国道2号出入口 - 新神戸トンネル有料道路 - 7号北神戸線箕谷出入口経由で、3号神戸線の大阪方面と7号北神戸線の間に乗継制度が設定されていたが、ETC利用でない場合、料金を支払う料金所で乗継券を受け取る必要があった（出口での発行ではない）。なお、2010年（平成22年）12月18日に31号神戸山手線が湊川JCTまで開通し、3号神戸線と直結する事に伴い、乗継制度は終了となった。ただし、開通が3ヶ月程前倒しとなった事も有り、ETC車については2011年（平成23年）3月31日まで、1回分の通行料金で阪神高速の両区間に乗れる割引措置が講じられていた。その後も阪神高速と新神戸トンネルを連続利用する際の割引が継続されていたが、2012年10月より新神戸トンネルが神戸市道路公社から阪神高速道路に移管されたことに伴い、ETC通行の場合は通し料金での乗り継ぎが可能になった。
しかしその影響で利用者が急激に増加したためか、生田川出入口付近は塚本出入口や中国自動車道の宝塚東・宝塚西トンネルなどと同様悪名高い渋滞の名所となっている（関西エリアの道路交通情報で「生田川を先頭に○km」といった案内がよく流れる）。また、出入口と国道2号が交差する「生田川」交差点は、県下でも屈指の交通事故が多発する交差点となっている。

## 料金所

### 生田川料金所
- ブース数：2
  - ETC専用：1
  - ETC/一般：1

## 周辺
- HAT神戸

## 隣
阪神高速3号神戸線
(3-14,3-15)摩耶出入口 - (3-16)生田川出入口 - (3-17,3-18)京橋出入口/PA